# Victor Higgins

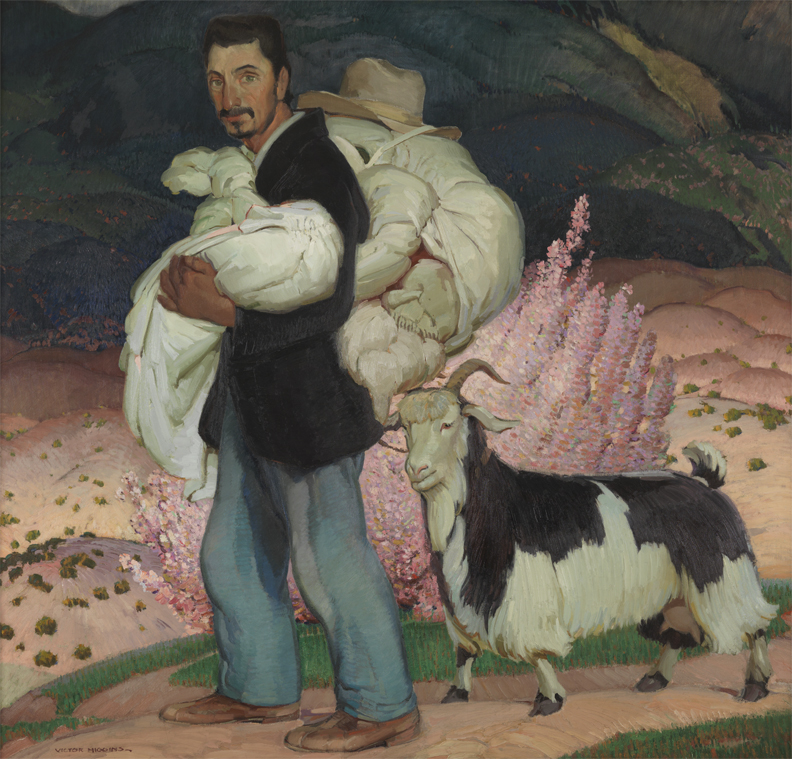
The Widower (Der Witwer), circa 1923. Pennsylvania Academy of the Fine Arts

Victor Higgins (* 28. Juni 1884 in Shelbyville, Indiana; † 23. August 1949 in Taos, New Mexico) war ein US-amerikanischer Maler und Mitglied der Taos Society of Artists.

## Leben
Victor Higgins wurde als Sohn einer Farmerfamilie in Shelbyville, Indiana geboren. Bereits im Alter von neun Jahren beschloss er, Künstler zu werden, inspiriert durch eine kurze Unterrichtsstunde bei einem umherziehenden Maler. Mit fünfzehn Jahren zog er nach Chicago, um am Art Institute of Chicago und an der Chicago Academy of Fine Art zu studieren. 1910 reiste er nach Europa und studierte an der Académie de la Grande Chaumière in Paris und in München bei Hans von Hayek, wo er den Künstler Walter Ufer kennenlernte. 1914 kehrte Victor Higgins nach Chicago zurück, um am Art Institute zu unterrichten. Im selben Jahr erhielt er den Auftrag, die Landschaft von Taos, New Mexico, zu malen. Beeindruckt von der Region lässt er sich dort nieder und wird 1917 Mitglied der Taos Society of Artists.

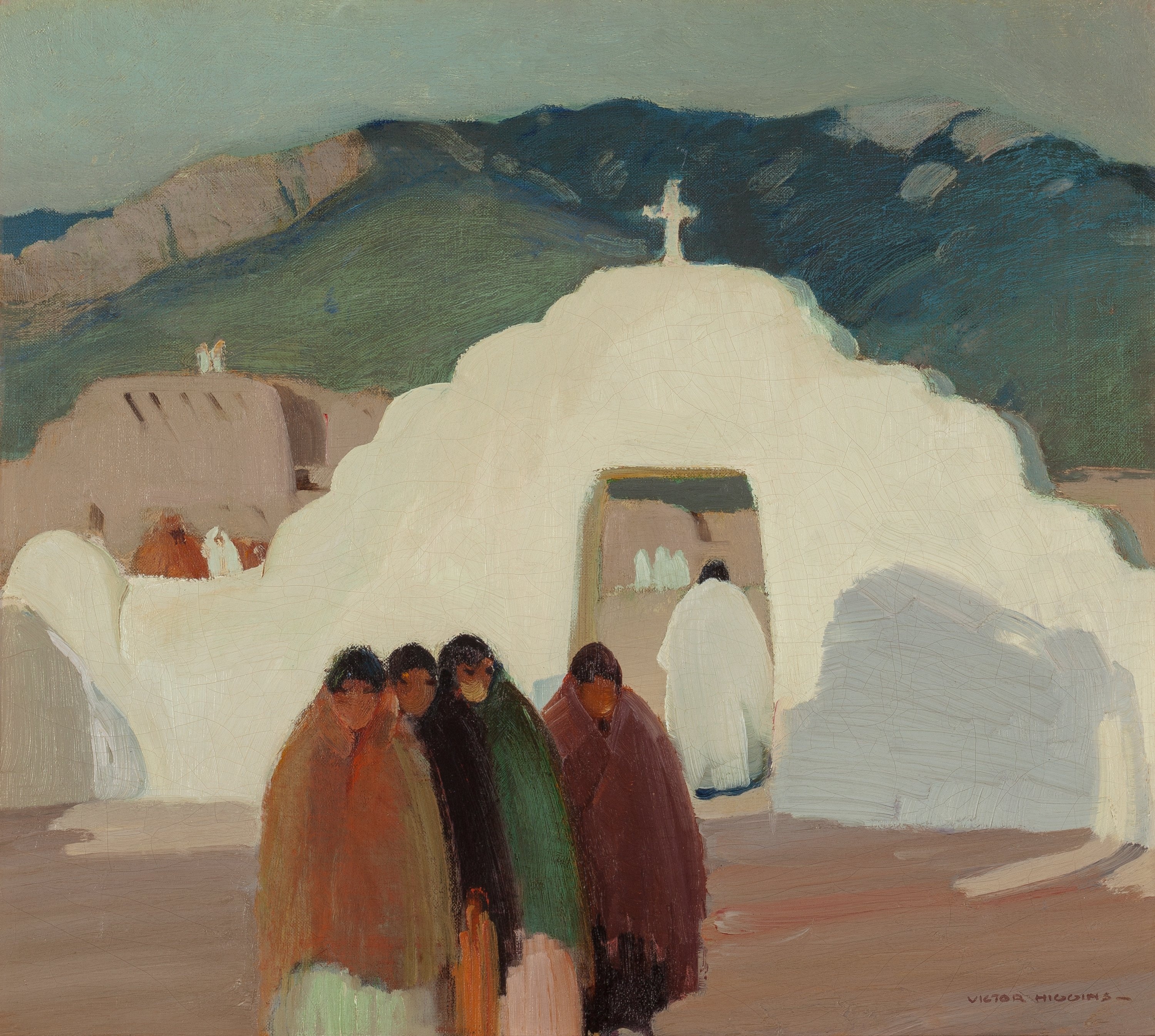
The White Gate, 1919

In den 1930er Jahren wurde Taos von der Großen Depression betroffen. Einer der ärmsten Künstler in Taos war Victor Higgins. Trotz seiner wirtschaftlichen Probleme malte Higgins 1932 zwei seiner wichtigsten Gemälde: Winter Funeral (im Harwood Museum of Art) und Indian Nude. Während Winter Funeral von der New Yorker Presse gefeiert wurde, wurde Indian Nude von der Kritikerin des Chicago Herald Examiner, Inez Cunningham, gelobt.

## Werk
Victor Higgins’ Werk zeichnet sich durch eine moderne, abstrakte Darstellung der Landschaften und Kulturen New Mexicos aus. Er vermied Sentimentalität und Romantik und konzentrierte sich auf die Schönheit der Region. Seine Werke wurden in renommierten Museen wie dem Art Institute of Chicago, dem Butler Institute und der Pennsylvania Academy of Fine Arts ausgestellt.  